# Villa rustica (Egling an der Paar)
Die Villa rustica auf der Gemarkung von Egling an der Paar, einer Gemeinde im oberbayerischen Landkreis Landsberg am Lech, wurde 1955 am Ostrand bei Bauarbeiten entdeckt. Die Villa rustica ist ein geschütztes Bodendenkmal.
Es wurden Reste von drei Tuffsteinmauern, ein aus Tegulae gemauerter Heizungskanal sowie Reibschalenfragmente festgestellt. 
Südlich anschließend wurden im Jahr 1907 in einer Kiesgrube spätrömische Körpergräber mit Beigaben entdeckt, die mit Ausnahme einer Terra-sigillata-Schale als verschollen gelten.